# Kết tinh phân đoạn (địa chất)
Kết tinh phân đoạn là một trong những quá trình vật lý và địa hóa học quan trọng trong vỏ trái đất và trong lớp phủ. Kết tinh phân đoạn là sự tách biệt và tích tụ các khoáng vật từ dung thể mácma; trừ một số trường hợp đặc biệt, sự tách biệt các tinh thể sẽ làm thay đổi thành phần của mácma.
Kết tinh phân đoạn trong silicat nóng chảy (mácma) thì phức tạp so với sự kết tinh trong hệ thống hóa học với áp suất và thành phần không đổi, bởi vì sự thay đổi áp suất và thành phần có thể ảnh hưởng mạnh mẽ đến sự tiến hóa của mácma. Sự thêm vào hay mất đi của nước, dioxide cacbon, hiđrô, và oxy gây nên sự thay đổi về thành phần của chúng cũng được nghiên cứu. Ví dụ, áp suất thành phần tức thời của nước trong silicat nóng chảy có thể là quan trọng hàng đầu, khi gần đến nhiệt độ kết tinh của mácma hình thành nên thành phần của đá granit. Sự kết tinh liên tục của các khoáng vật oxide như magnetit và ulvospinel phản ánh lượng oxy hiện tại của mácma, và sự tách biệt của các pha oxide có thể là sự khống chế quan trọng về hàm lượng silica trong  mácma, và có thể là quan trọng trong sự hình thành andesit.
Các thí nghiêm đã đưa ra một số các ví dụ về sự phức tạp mà nó khống chế các khoáng vật được kết tinh đầu tiên khi mà mácma nguội lại dưới nhiệt độ nóng chảy.
Một ví dụ liên quan đến sự kết tinh từ của macma để hình thành đá mafic và siêu mafic. Hàm lượng MgO và SiO2 trong macma thay đổi trong olivin forsterit hoặc trong pyroxen enstatit khi nó lắng đọng (kết tinh), nhưng hàm lượng và áp suất của nước cũng có vai trò quan trọng. Trong một số hợp phần, áp suất cao không có mặt của nước, sự kết tinh của enstatit chiếm ưu thế nhưng khi có mặt của nước ở áp suất cao thì olivin chiếm ưu thế.
Macma granit cũng là một ví dụ về sự nóng chảy của các vật liệu có thành phần và nhiệt độ tương tự nhưng khác nhau về áp suất dẫn đến việc tạo thành các khoáng vật khác nhau. Áp suất xác định hàm lượng nước tối đa của tổ hợp mácma granit. Sự kết tinh phân đoạn ở nhiệt độ cao của macma granit tương đối nghèo nước sẽ tạo ra granit một fenspat, và kết tinh ở nhiệt độ thấp của mácma tương đối giàu nước sẽ tạo ra granit hai fenspat.
Trong quá trình kết tinh phân đoạn, mácma trở nên giàu các nguyên tố không tương thích. Do đó, quá trình kết tinh phân đoạn như là yếu tố bổ sung cho những hiểu biết về sự kết tinh liên tục trong việc giải thích sự tiến hóa của các hợp phần của mácma. Qua cấu trúc của đá cũng có thể thấy được điều đó, và đặc biệt là các tài liệu công bố vào đầu thế kỷ 20 về loạt phản ứng của Bowen. Các tính toán số học bằng phần mềm cũng được đưa vào để mô phỏng sự phát triển của các phản ứng trong tự nhiên.
- Bài chính: Sự phân dị đá mácma